# Emily Kapnek
Emily Kapnek (Manhattan, 17 marzo 1972) è una sceneggiatrice e produttrice televisiva statunitense.

## Biografia
Grazie al suo lavoro nella serie animata As Told by Ginger, Emily Kapnek ha ottenuto tre candidature consecutive agli Emmy, dal 2002 al 2004. In seguito, ha ideato serie televisive di successo quali Emily's Reasons Why Not, Suburgatory e Selfie.

## Filmografia

### Sceneggiatrice
- Hercules - serie TV (1998-1999)
- Rocket Power - E la sfida continua... (Rocket Power) - serie TV (1999)
- La famiglia della giungla (The Wild Thornberrys) - serie TV (2000)
- Noah Knows Best - serie TV (2000)
- As Told by Ginger - serie TV (2000-2009)
- The Legend of Frosty the Snowman, regia di Greg Sullivan (2005)
- Wiener Park - film TV (2005)
- Aliens in America - serie TV (2007-2008)
- Emily's Reasons Why Not - serie TV (2008)
- Hung - Ragazzo squillo (Hung) - serie TV (2009)
- Parks and Recreation - serie TV (2011)
- Suburgatory - serie TV (2011-2014)
- Selfie - serie TV (2014)
- Splitting Up Together - serie TV (2018-2019)

### Produttrice
- As Told by Ginger - serie TV (2000-2009)
- The Legend of Frosty the Snowman, regia di Greg Sullivan (2005)
- Wiener Park - film TV (2005)
- Aliens in America - serie TV (2007-2008)
- Emily's Reasons Why Not - serie TV (2006-2008)
- Hung - Ragazzo squillo (Hung) - serie TV (2009)
- Parks and Recreation - serie TV (2010-2011)
- Suburgatory - serie TV (2011-2013)
- Selfie - serie TV (2014)
- Splitting Up Together - serie TV (2018-2019)

### Doppiatrice
- As Told by Ginger - serie TV (2002-2004)